# Doom II
Doom II: Hell on Earth é um jogo eletrônico de tiro em primeira pessoa criado pela id Software, lançado originalmente para o IBM PC em 30 de Setembro de 1994. Ele é a sequência do popular Doom, que havia sido lançado um ano antes. Em 1995, Doom II ganhou o Origins Award por Best Fantasy or Science Fiction Computer Game of 1994 (Melhor jogo de fantasia ou ficção científica de 1994). Ao contrário do jogo Doom que no princípio era disponível apenas através de shareware e pedidos postais, Doom II foi um lançamento comercial vendido nas lojas.

## Jogabilidade
O jogo Doom original é dividido em episódios, com isso a nomenclatura dos mapas era ExMy (Episódio x, Mapa y), mas a partir de Doom II (e todos os títulos da série baseados neste novo formato) o jogo segue uma ordem linear de 32 mapas (sendo 30 "convencionais" e 2 secretos) sem divisão em episódios e classificados sob a nomenclatura MAPxy (onde o "xy" é simplesmente o número do mapa desejado).
Em vez de o jogador jogar três episódios relacionados como no primeiro Doom, a jogabilidade acontece em 32 níveis (dois dos quais são níveis secretos que podem ser acessados a partir do nível 15), embora com interlúdios para quando a história se desenvolve. Em vez de assistir ao progresso do jogador em um mapa (como nos episódios originais de Doom), as telas entre cada nível simplesmente mostram um fundo (um estilo transportado para o quarto episódio bônus de Doom disponível em The Ultimate Doom, o relançamento de varejo do Doom original). Isso também significa que o jogador nunca é forçado a perder todo o seu inventário após completar um episódio.
Doom II dobrou o número de tipos de monstros não chefes e começou a usar chefes do Doom original como inimigos de nível normal, além de adicionar uma nova arma, a super espingarda (uma espingarda de cano duplo muito poderosa ) e um novo power-up, a mega esfera.

## Lançamentos
Doom II foi lançado para DOS em 10 de outubro de 1994 (um dos dias da regra do Juízo Final e exatamente dez meses após o original) na América do Norte e na Europa.
A versão para MacOS foi portada pela Lion Entertainment Inc. e lançada em 1995.
Ports para PlayStation e Sega Saturn vieram incluídos com os ports de Doom lançados em 1995 e 1997 respectivamente.
Uma porta para o Game Boy Advance foi lançada em 2002, para o Tapwave Zodiac em 2004, para o Xbox Live Arcade em 2010, e para Nintendo Switch, PlayStation 4 e Xbox One em 2019, com as últimas plataformas (com versões para PlayStation 5 e Xbox Series X/S) recebendo uma porta expandida adicional em 2024 junto com o Doom original.
Uma porta para Atari Jaguar foi anunciada no início de 1995, mas nunca foi lançada. Da mesma forma, uma versão para 3DO Interactive Multiplayer foi anunciada como estando em desenvolvimento pela Art Data Interactive, mas nunca se materializou. O lançamento do código-fonte do Doom facilitou as portas para muitas outras plataformas, incluindo iOS e outros sistemas de celular.
Em agosto de 2024, a Bethesda anunciou uma edição definitiva de Doom e Doom II na QuakeCon. A nova edição inclui Doom, Doom 2, TNT: Evilution, The Plutonia Experiment, Master Levels for Doom 2, No Rest for the Living, Sigil (por John Romero), um novo pacote de mapas deathmatch com 26 mapas e um novo episódio intitulado Legacy of Rust. Legacy of Rust foi desenvolvido pela id Software, Nightdive Studios e MachineGames. O pacote também incluiu suporte a mods no jogo em ambos os títulos.

## Expansões
Master Levels for Doom II
Master Levels for Doom II é um pacote de expansão oficial para Doom II que foi lançado em 26 de dezembro de 1995 pela id Software. O CD contém 20 arquivos WAD criados por vários autores sob contrato. Há também um bônus chamado Maximum Doom que consiste em mais de 3.000 níveis homebrew.  Romero escreveu sobre a origem da expansão em 2023. Em 1995, alguns varejistas estavam vendendo discos em lojas que simplesmente continham muitos WADs de Doom retirados da internet. Embora os níveis estivessem disponíveis gratuitamente online, muitos jogadores tinham acesso lento à internet na época e, portanto, compravam os discos, que estavam "vendendo como pão quente". Percebendo isso, a id decidiu licenciar oficialmente um disco semelhante, abordando mapeadores e encomendando-os para níveis, além da grande coleção de shareware. De forma mais ampla, o disco foi parte de um esforço de Romero para diversificar a renda da id Software em um momento em que grande parte da equipe esperava que o motor Quake estivesse pronto. O revisor Ed Dawson do PC Power Play elogiou a qualidade dos níveis, mas observou o "tamanho uniformemente médio" dos níveis comerciais e o alto preço de compra para conteúdo predominantemente shareware.
No Rest for the Living
No Rest for the Living é um pacote de expansão desenvolvido para o lançamento de Doom II no Xbox Live Arcade para o Xbox 360. Foi desenvolvido pela Nerve Software, sob a direção da id Software e foi lançado em 26 de maio de 2010. Consiste em oito níveis regulares e um nível secreto. Também está incluído no lançamento de Doom II de 2012 do Doom 3: BFG Edition, como parte do Doom Classic Complete para a PlayStation Network, e foi lançado como um complemento gratuito para a porta do motor Unity de 2019 do Doom II. Embora nenhuma informação detalhada do enredo seja fornecida, esta expansão parece ocorrer após a campanha principal de Doom II. Brandon James, presidente da Nerve Software, disse que esta expansão foi projetada para ser jogada na dificuldade Ultra-Violence, contém "uma infinidade de segredos para encontrar" e "é voltada para uma experiência mais hardcore".
Legacy of Rust
Legacy of Rust foi desenvolvido pela id Software, Nightdive Studios e MachineGames. Lançado em 8 de agosto de 2024, Legacy of Rust é o primeiro episódio oficial desde DOOM II a apresentar novos inimigos/armas. O novo episódio é dividido em dois capítulos, "The Vulcan Abyss" e "Counterfeit Eden", que contêm um total combinado de 16 mapas.